# Adrian Durant
Pour les articles homonymes, voir Durant.
Adrian Durant (né le 16 octobre 1984) est un athlète des îles Vierges américaines, spécialiste du sprint.
Il a réalisé 10 s 25 à Millersville en 2009 et 20 s 83 sur 200 m à Bridgetown en 2003.
Sur 100 m, il a participé aux Championnats du monde à Berlin et aux Jeux olympiques de 2004. Sur 200 m, il a participé aux Championnats du monde de Paris Saint-Denis en 2003.